# Eparchia krasnojarska
Eparchia krasnojarska – jedna z eparchii Rosyjskiego Kościoła Prawosławnego, w metropolii krasnojarskiej. Siedzibą biskupa ordynariusza jest Krasnojarsk, funkcję katedry pełni sobór Opieki Matki Bożej w Krasnojarsku.
Eparchia powstała w 1861 poprzez wydzielenie z eparchii tomskiej i krasnojarskiej. Przed rewolucją październikową na jej terytorium działało 500 cerkwi i kaplic oraz pięć monasterów. Z powodu zamknięcia większości obiektów sakralnych w latach 20. i 30. XX wieku działalność duszpasterska eparchii praktycznie zamarła. Jej częściowe ożywienie miało miejsce po zmianie polityki Stalina wobec Cerkwi w czasie II wojny światowej; za rządów Nikity Chruszczowa władze zaczęły ponownie zamykać świątynie. Oficjalna reaktywacja eparchii miała miejsce 20 lipca 1990; jej współczesne terytorium zostało wyodrębnione z eparchii nowosybirsko-barnaułskiej. 
Według danych z 2006 eparchia krasnojarska i jenisejska prowadziła 214 parafii, w których służyło 178 kapłanów.
W 2011 Święty Synod Rosyjskiego Kościoła Prawosławnego zdecydował o podziale administratury na eparchię krasnojarską i aczyńską oraz jenisejską.
Eparchia dzieli się na dekanaty: aczyński, berezowski, krasnojarski miejski, krasnojarski okręgowy, minusiński, nazarowski i szarypowski. Ponadto podlegają jej następujące klasztory:
- Monaster Wniebowstąpienia Pańskiego w Koczerginie, żeński
- Monaster Zwiastowania w Krasnojarsku, żeński
- Monaster Zaśnięcia Matki Bożej w Krasnojarsku, męski

## Biskupi
Biskupami krasnojarskimi w okresie istnienia eparchii byli:
- Nikodem (Kazancew), 1861–1870
- Paweł (Popow), 1870–1873
- Antoni (Nikołajewski), 1873–1881
- Izaak (Położenski), 1881–1886
- Tichon (Troicki-Doniebin), 1886–1892
- Aleksander (Bogdanow), 1892–1894
- Akakiusz (Zaklinski), 1894–1898
- Eutymiusz (Sczastniew), 1898–1913
- Nikon (Biessonow), 1913–1917
- Nazariusz (Andriejew), 1918–1922
- Amfilochiusz (Skworcow), 1925[6]
- Nikon (Diegtarienko), 1927–1928
- Melchizedek (Pajewski), 1928–1931 (według innej wersji: ponownie Amfilochiusz (Skworcow), 1929–1930)
- Paweł (Pawłowski), 1931–1933
- Antoni (Miłowidow), 1933–1934
- Teofan (Jełanski), 1934–1935
- Serafin (Zborowski), 1935–1936
- Łukasz (Wojno-Jasieniecki), 1942–1943
- Sofroniusz (Iwancow), 1947–1948
- Joannicjusz (Spieranski), 1950–1956
- Antoni (Czeremisow), 1990–2011
- Pantelejmon (Kutowoj), 2011-2025[7][8]
- Nikita (Ananjew), od 2025[8]